# P-47戰鬥機
P-47雷霆式戰鬥機（Thunderbolt）由共和飛機公司製造，是美國陸軍航空軍（美國空軍前身）在二次大戰中後期的主力戰鬥機之一，也是當時最大型的單引擎戰鬥機，其後期的M / N型更排得進二戰時盟軍最快的螺旋槳戰鬥機之前列。除了空戰方面在中低空略显机动力不足，P-47超出同期战斗机功率近一倍的巨大引擎和直径达3.65米的螺旋桨使其可搭载更强的对空火力、更厚重的装甲，且適合於搭载更多小型炸弹執行對地攻擊任務；虽然巨大的油耗使其滞空时间和航程缩短，但15,686架的總產量使P-47位居美國戰機產量的第一位，其中D型機的12602架，更是世界軍機單一機型生產量第一位。除了美國陸軍航空軍外，也有其他盟軍空軍部隊使用P-47戰鬥機。由於其機身明顯較其他型戰機壯碩許多，故當時被空勤人員暱稱為「水罐」（Jug）。

## 發展歷史
P-47的設計者是俄羅斯裔美國人王牌飛行員亞歷山大·P·塞維斯基與喬治亞裔美國人亞歷山大·卡特維利，在1939年P-43戰鬥機確定落伍後，共和飛機公司推出P-43強化型XP-44與裝備V-1710液冷發動機的AP-10設計（代號XP-47）提供美軍擴軍之需，然而這兩種設計在前線資訊傳回後發現均無法有效滿足美國陸軍航空隊對未來作戰的需求，因此在1940年6月共和公司的請求下XP-44計畫取消，而XP-47則整個設計取消並重新設計，以P-43系的氣動設計更換更大的機身與更強動力的發動機，新設計在1940年9月下單，稱為XP-47B，因此在量產時沒有P-47A這編號。
美國陸軍航空軍在1947年獨立為美國空軍，與美國海軍統一採「戰鬥機」（Fighter）、不再使用「驅逐機」（Pursuit）稱呼，因此翌年型號也改制為F-47。

## 設計特點

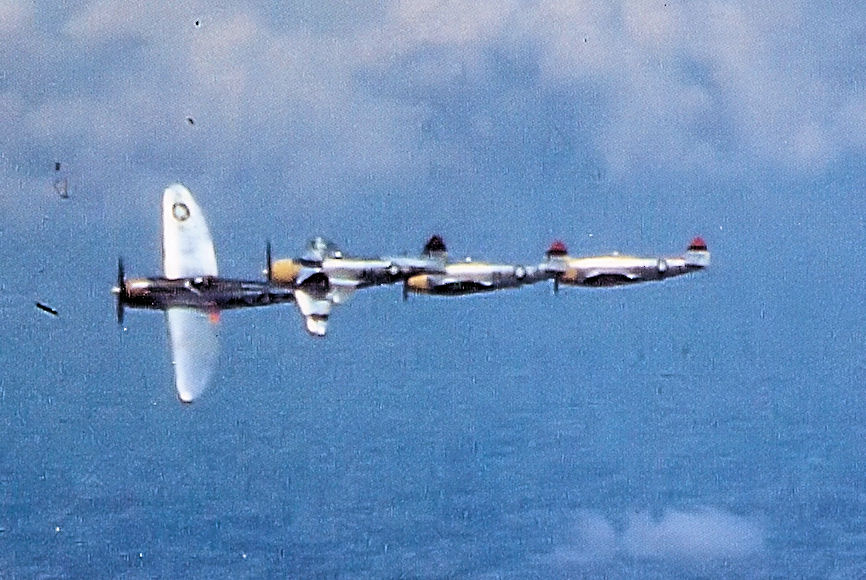
P-47戰鬥機最擅長高速俯衝戰術

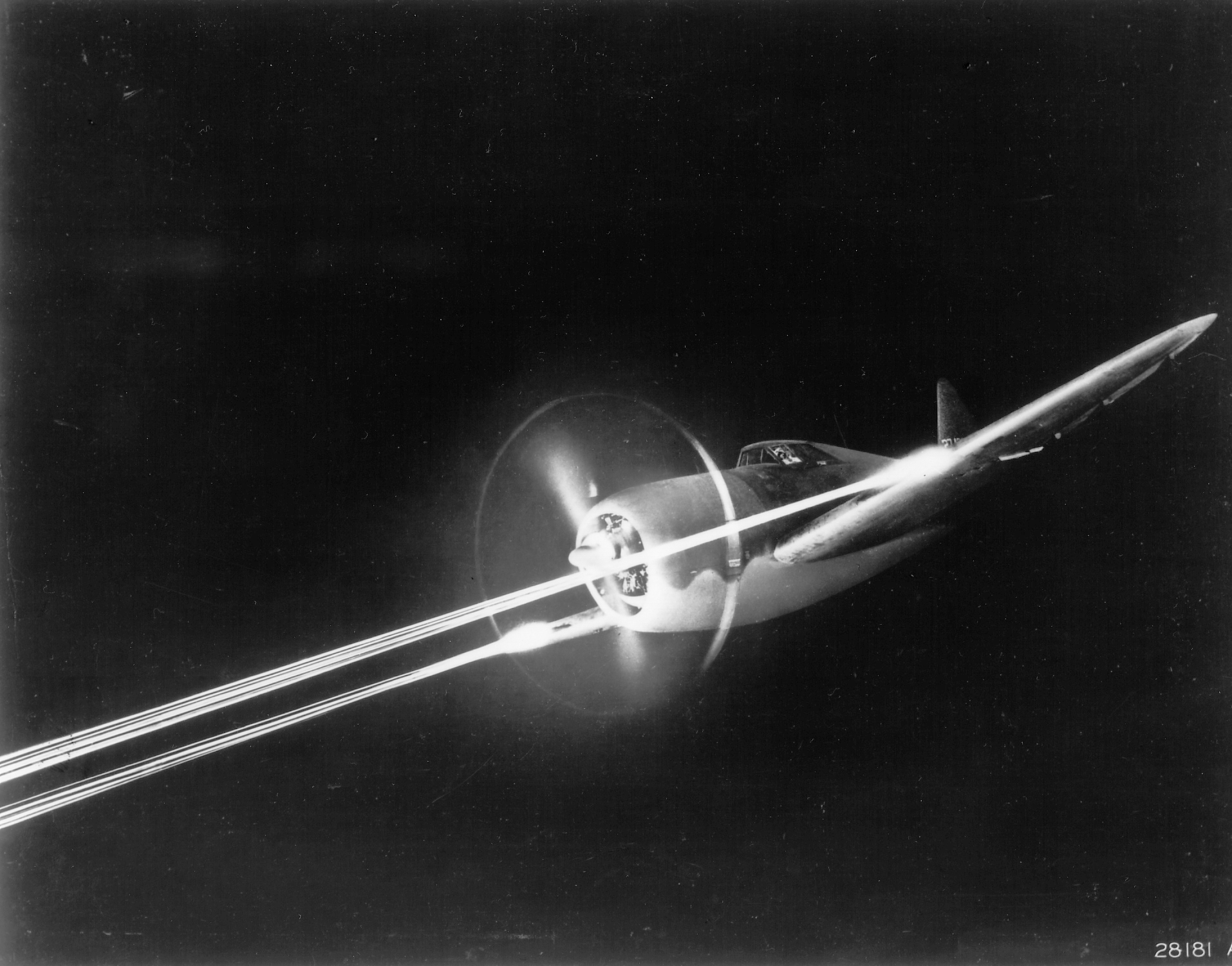
P-47擁有8挺重機槍的強大火力

P-47的原始理念是一架能在高空擁有充沛動力的單引擎戰鬥機，由於在設計階段原本計劃使用的艾利森（Allison）系列引擎已經與P-38,P-39和P-40三種戰機形成排擠效應，因此在美國陸航高層的要求下，設計師為它改裝上馬力達到2000匹的普惠R-2800雙黃蜂引擎，這令P-47有充沛的動力，發動機排氣還會帶動在機身上的渦輪增壓器以保證即使在高空發動機仍擁有巨大輸出，P-47採用由共和廠研發的S-3高速翼，机翼平面呈橢圓形，機翼前方的液壓操作的開縫式小翼，機翼後方電動襟翼以幫助從俯衝中拉起。P-47在俯衝當中能達到極快的速度，且強韌的結構也能保證機身不解體，這令它可以爬升至高空，向對手採取高速俯衝的掠襲戰術（B&Z）。
來自早期二戰歐洲戰場的經驗顯示，美國戰機的火力需要更進一步強化，因此設計師在P-47的兩翼上各裝上四挺12.7mm口徑白朗寧M2重機槍，能在俯衝攻擊時對敵機射出如同暴雨的大量重機槍子彈，此般強大火力加上高速俯衝戰術，足以彌補P-47在中低空 / 中低速下運動性遲緩的缺點，能在空中對抗任何一種敵機，即使是面對比它靈活得多的日軍戰鬥機也能創造不少戰果。而對敵軍而言，若想要擊落結構強韌且有重裝甲保護的P-47卻非易事；不過，由於機翼被高攜彈量的彈藥箱佔據，而機身內也被渦輪增壓器和與之配套的排氣通道所佔據，使得早期機型的內載燃料空間不足，唯有在駕駛艙前方加上一個205加侖的燃料箱，座椅下也有一個100加侖的燃料箱。但即便如此，由於引擎的高耗油率，在P-47D-30以前的機型續航力普遍不甚理想，而需要攜掛副油箱，或承擔較為短程的戰術任務。

## 生產次型

### P-47B

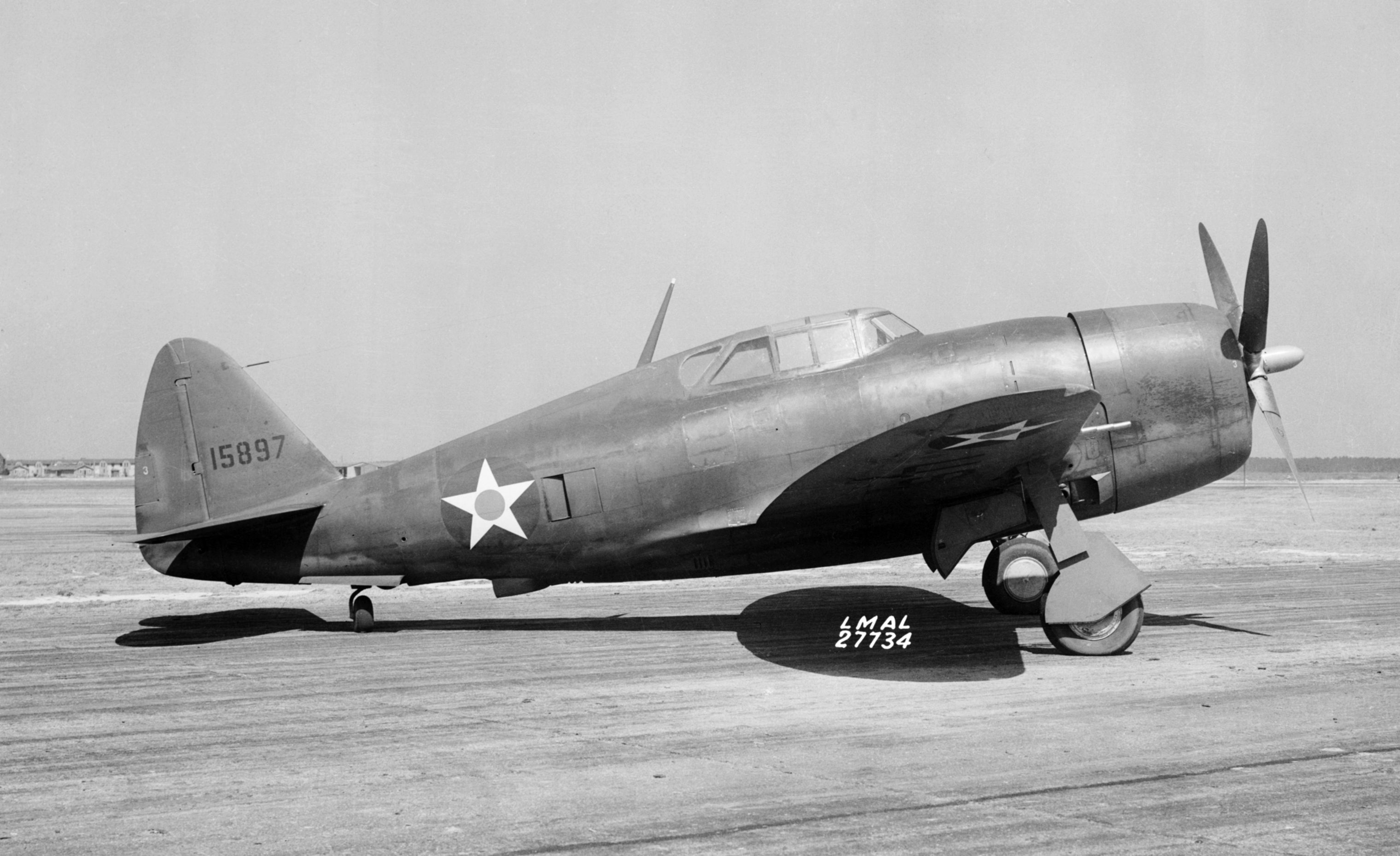
P-47B

P-47B兩側機翼内各裝有3挺白朗寧M2重機槍，每挺備彈200發。為了解決XP-47B试飞中发现的副翼结冰和升降舵破裂的问题，在正式的P-47B上使用了全金属的控制面蒙皮。座舱盖也改成了向后滑动的式样，解决了座舱盖容易卡住的问题。座舱盖设计上的变化使机背上的无线电天线桅杆向后挪了一下。P-47BS/N 41-5896之后的飞机都采用了上述改进。
由于是在生产中渐改，所以每一批次的P-47B都有所不同。P-47BS/N 41-5951之后的飞机上又引入了挡风玻璃除霜器；从S/N 41-5974开始P-47B发生了重大变化，因为使用了先进的控制面动作限制器，并采用水平尾翼安装角、和新式起落架轮胎。 S/N 41-6016 之后的飞机又修改了机枪抛壳槽的设计。
生产型的P-47B安装了2,000马力（1,491 千瓦）的生产型R-2800-21发动机。发动机驱动一具直径3.65米的柯蒂斯电气（Curtiss Electric）C542S-A6 螺旋桨。由于内部装备数量的增加，所以空重，正常起飞重量、全备重量分别达到了4,239千克、5,554千克和6,057千克。所以重量增加後的P-47B型爬升到 4,572米需要6.7分种而不是原先預期的5分钟。不过，生产型发动机增加的功率使最大平飞速度达到690公里／小时（8,229 米高度）。P-47B一共制造了171架。

### P-47C

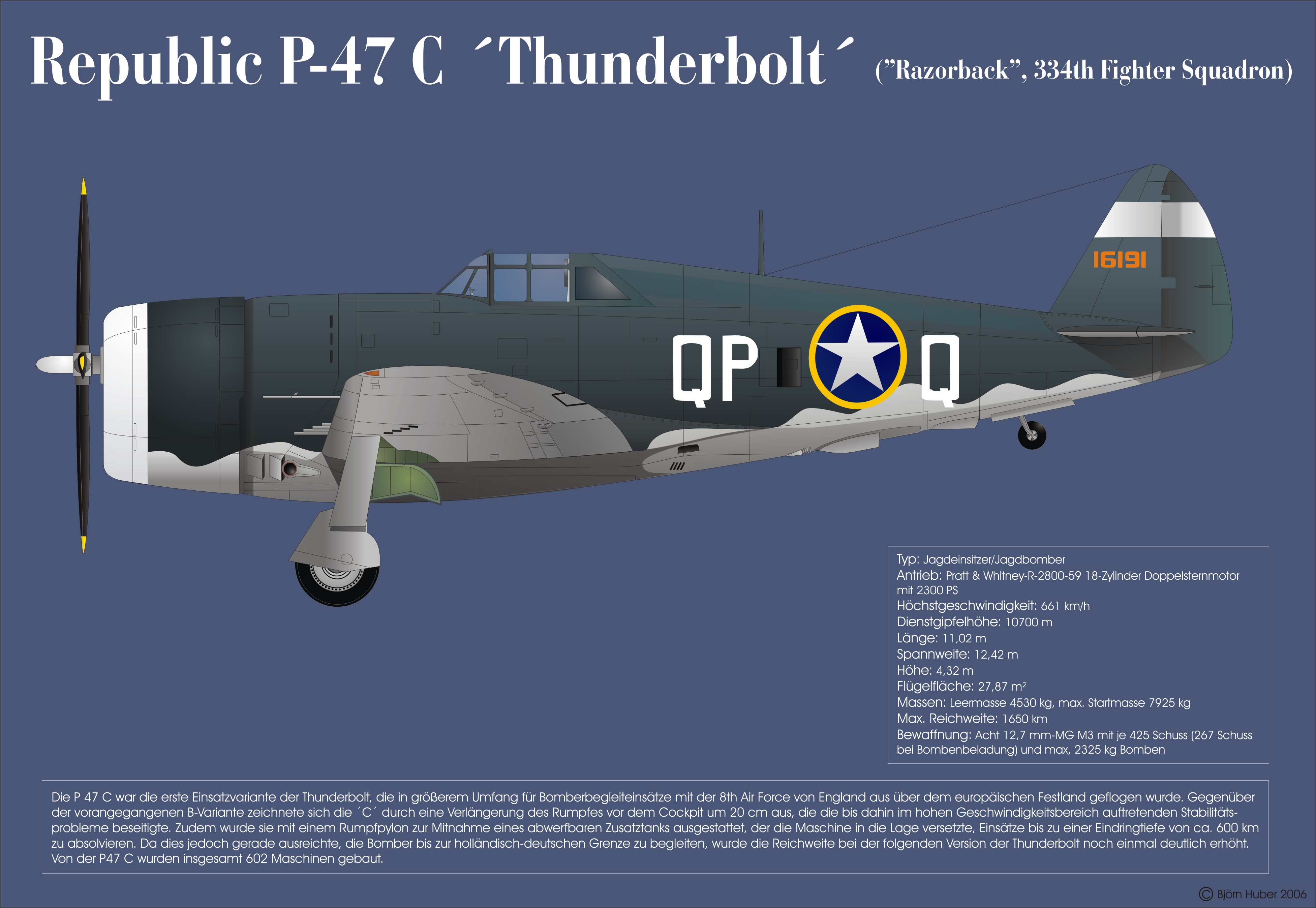
P-47C

改用2300匹馬力發動機，為了改善發動機維護與更換時的便利性，在發動機艙安裝了支架，並因而使機身加長了8英吋，內裡加上一個30加侖水箱及注水裝置，可以在必要時對發動機注水以暫時增大馬力，強化爬升和高空性能，機翼下亦增設了可掛載炸彈和油箱的掛架，機背天線改為直立。
由寇蒂斯廠得到訂單進行生產的P-47C，但因生產品質效率不佳並遭令停工，因此生產數量不多。

### P-47D

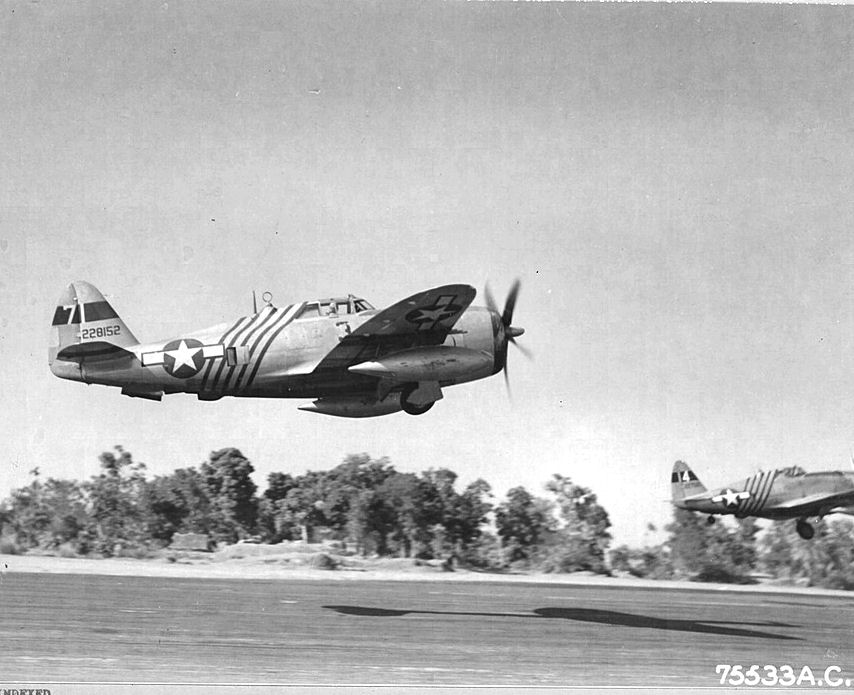
P-47D早期型仍是剃刀背座艙罩

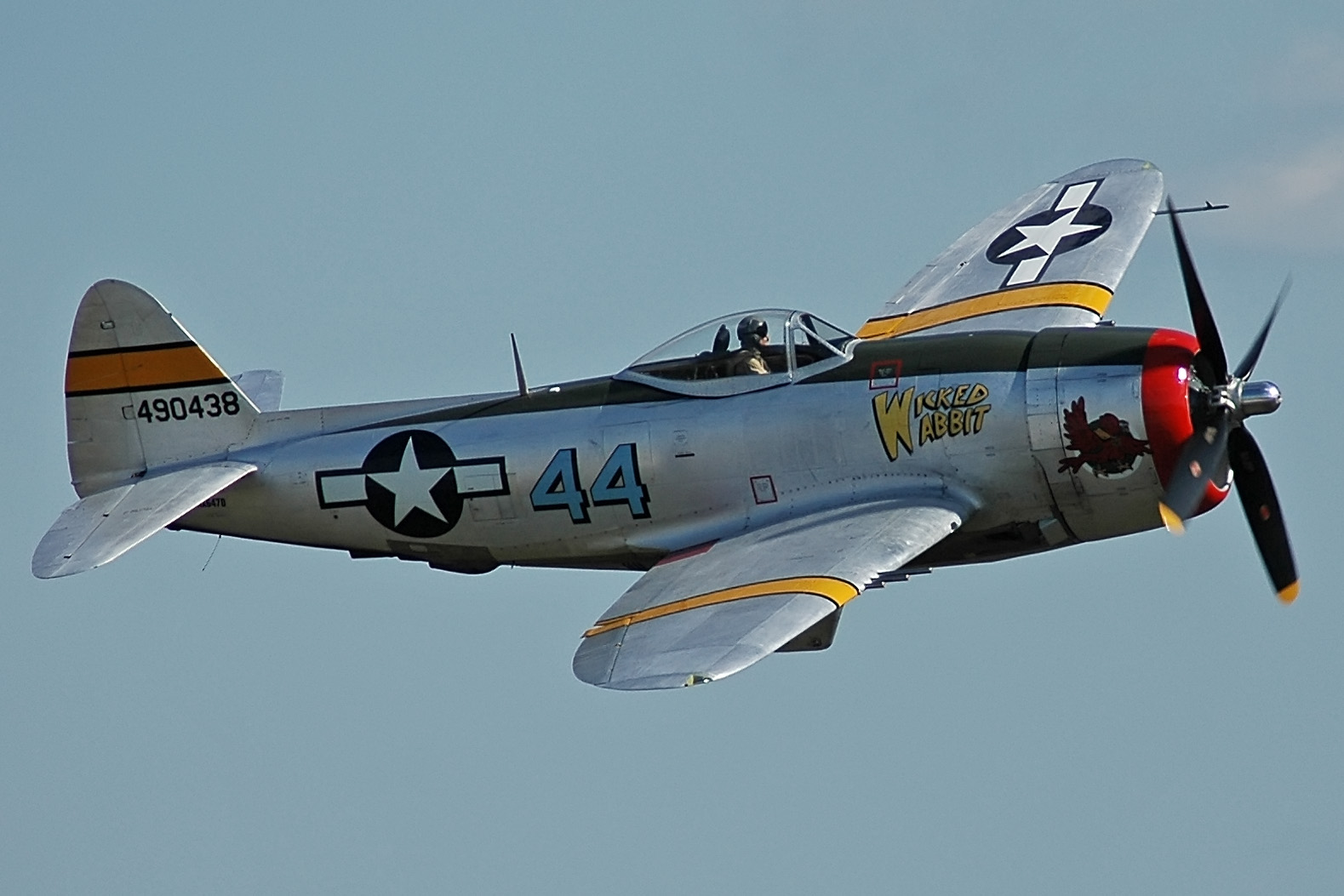
P-47D的後期型改用水滴座艙罩

P-47的主要生產型，從P-47C/G改良而來，它又具有多種不同的生產批次，主要的改良項目包括散熱器，新型螺旋槳，水滴狀艙罩等。如對渦輪增壓器的改良，在發動機後方增設兩個滑油散熱器的活門，以及換用13英呎長新型螺旋槳改善低空性能與爬升率。武裝部份，機翼除能掛炸彈外，又強化並增設各5支火箭彈的掛點，進一步加強對地轟炸火力，P-47D又分成早期剃刀背座艙罩型和後期水滴座艙罩型，水滴座艙罩提供了飛行員360度良好的全像視野。其中著名的王牌：唐。簡泰利（Don Gentile），在歐洲戰場取得的22架擊墜戰績，其中包含｢惡名昭彰｣的Fw 190，即有不少是在駕駛P-47期間所取得的。

### P-47M

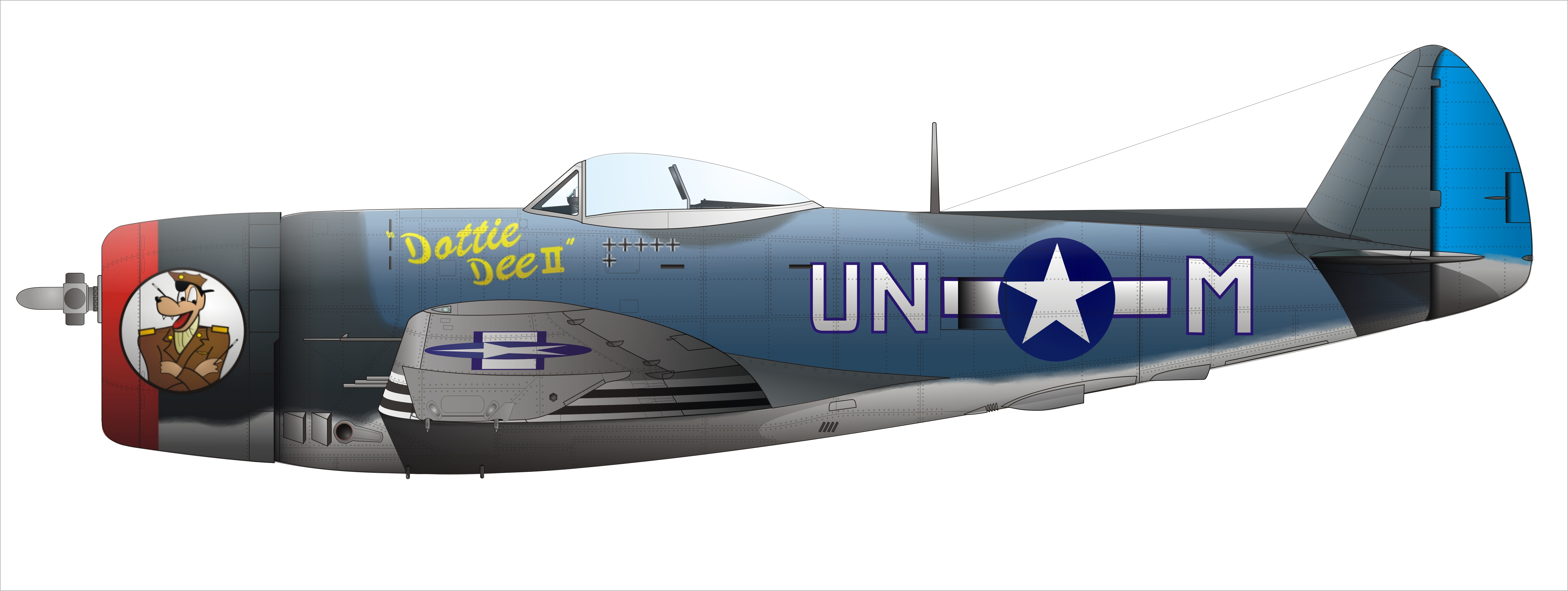
P-47M

為了讓沉重的P-47系列提升速度，美國陸軍將發展XP-47J的相關技術應用至P-47D的改良案上。4架P-47D-27-RE（生產編號s/n 42-27385-42-27388）換裝輸出功率2800匹馬力的R-2800-57(C)發動機與通用動力CH-5渦輪增壓器，並拆除炸彈掛架讓機身更加流線；這3架測試機得到了YP-47M的編號，在測試時在9900公尺的高空以注水系統與新式闊葉螺旋槳達成了時速761公里的成績。
1944年的歐洲戰線，除了噴射戰鬥機以外，V-1巡弋飛彈仍然威脅著盟軍部隊；為了攔截這些敵軍，美國生產了少量的一批130架P-47M，從1945年1月起配屬在第56戰鬥機大隊（56th Fighter Group），但是新的引擎與增壓器之間的搭配尚未成熟，造成這個精銳大隊的出勤率受到限縮，由於引擎根據高空操作優化目標而設定，因此在中低空反而出現了種種操作問題；即便如此這些P-47M仍然在西線戰場負責攔截4個中隊的德軍噴射戰鬥機，並擊落了15架各式軍機。在德國投降前，第56戰鬥機大隊損失了12架P-47M，11人死亡；包括在戰爭結束前半個月，最後2架都是被防空砲火擊落（44-21134於1945年4月13日、44-21230於1945年4月16日）
至於原型機中，第三架YP-47M（s/n 42-27387）換裝了新的主翼後，重新編號為XP-47N。

### P-47N

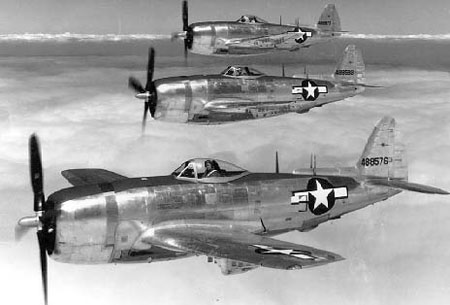
太平洋戰區的P-47N

P-47N為最後一款量產型，原始設計是用來擔任轟炸日本本土的B-29的護衛機，因此要加大載油量以增加航程。重新設計過的機翼在翼根處各增設了一個50加侖油箱，1944年9月第三架YP-47M (s/n 42-27387) 裝設新型機翼進行試飛，不僅證明可成功讓航程增加至3200公里，而矩形的翼尖也強化了滾轉性能，加上改良的R-2800-77(C)引擎的優異表現，儘管重量上升，但飛機性能整體仍符合預期的目標。P-47N的飛行性能雖稍遜於P-47M，卻有著P-47M所缺少的可靠性與超長航程，尤其也保留了對地攻擊的掛架，所以有全系列中最均衡的作戰能力，堪稱P-47系列進化的頂點。原有訂單數千架，但戰爭很快於八月份結束，使得1945年10月P-47N即宣告停產，最後一批生產的編號為P-47N-25，共製造了1816架。

## 改型生產量
| 改型              | 建造數 | 序列號                                    | 備註 |
| ----------------- | ------ | ----------------------------------------- | --- |
| XP-47             | 1      | 40-3051                                   | 原型機，建造過程中被取消。 |
| XP-47A            | 1      | 40-3052                                   | 原型機，建造過程中被取消。 |
| XP-47, XP-47A合計 | 2      |                                           | |
| XP-47B            | 1      | 40-3052 (序列號從被終止的 XP-47A轉化而來) | 原型機; 使用R-2800-21引擎 |
| XP-47B合計        | 1      |                                           | |
| P-47B-RE          | 171    | 41-5895/6065                              | R-2800-21引擎; 經過修改的金屬蒙皮;配平; 風擋除冰裝置; 41-5938号机改裝為 XP-47F 安裝有大的層流翼; 41-6065 改裝為 XP-47E 安裝有加壓座艙和鉸鏈座艙蓋    |
| P-47B合計         | 171    |                                           | |
| P-47C-RE          | 57     | 41-6066/6123                              | R-2800-21引擎; 加強尾部翼面 |
| P-47C-1-RE        | 55     | 41-6124/6177                              | R-2800-21引擎; 座艙前的機身加長8英吋 |
| P-47C-2-RE        | 128    | 41-6178/6305                              | R-2800-21引擎; 提供機腹掛架，安裝炸彈或副油箱 |
| P-47C-5-RE        | 362    | 41-6306/6667                              | R-2800-21引擎; 新的無線電，儀表和天線，有座艙加熱器                                                                                                  |
| P-47C合計         | 603    |                                           | |
| P-47D-1-RE        | 105    | 42-7853/7957                              | R-2800-21引擎; 與 P-47C-2-RE 幾乎完全相同; 添加整流罩通風片和飛行員裝甲                                                                              |
| P-47D-1-RA        | 114    | 42-22250/22363                            | R-2800-21引擎; 第一種與Evansville, Indiana的共和公司新工廠建造的 P-47 ; 與P-47D-1-RE相同                                                             |
| P-47D-2-RE        | 445    | 42-7958/8402                              | R-2800-21引擎; 移除增壓機罩 |
| P-47D-2-RA        | 200    | 42-22364/22563                            | R-2800-21引擎; 與 P-47D-2-RE 完全相同 |
| P-47D-3-RA        | 100    | 42-22564/22663                            | R-2800-21引擎; 對 D-2-RA 的小升級 |
| P-47D-4-RA        | 200    | 42-22664/22863                            | R-2800-21引擎; 是在Evansville建造的 P-47D-5-RE |
| P-47D-5-RE        | 300    | 42-8403/8702                              | R-2800-21引擎; 使用通用电气C-21 增壓器并預備噴水加力系統; 重新加入機腹掛架并從此開始成為所有 P-47 的標準配備 42-8702 安裝氣泡式座艙蓋并改装為 XP-47K |
| P-47D-6-RE        | 350    | 42-74615/74964                            | R-2800-21引擎; 對電氣系統的小改動 |
| P-47D-10-RE       | 250    | 42-74965/75214                            | 新的R-2800-63引擎，改進噴水加力系統 |
| P-47D-11-RE       | 400    | 42-75215/75614                            | R-2800-63引擎; 包含有從 D-5 到 D-10 改型內引入的所有變化; 噴水加力與油門拉桿相連                                                                     |
| P-47D-11-RA       | 250    | 42-22864/23113                            | R-2800-63引擎; 與 P-47D-11-RE 相同 |
| P-47D-15-RE       | 446    | 42-75615/75814, 42-76119/76364            | R-2800-63引擎; 第一種有翼下掛架的P-47; 加強機翼 |
| P-47D-15-RA       | 157    | 42-23143/23299                            | R-2800-63引擎; 42-23297 和 42-23298 改裝為 XP-47H 裝有 Chrysler IV-2220-11 引擎; 與 P-47D-15-RE 相同                                                 |
| P-47D-16-RE       | 254    | 42-75865/76118                            | R-2800-63引擎; 對油料系統的小改動 |
| P-47D-16-RA       | 29     | 42-23114/23142                            | R-2800-63引擎; 與 P-47D-16-RE 相同 |
| P-47D-20-RE       | 486    | 42-25274/25322, 42-76365/76614            | 新的 R-2800-59 引擎; 改進翼下掛架; 42-76614 增加載油量和安裝氣泡式座艙成為 XP-47L                                                                    |
| P-47D-20-RA       | 187    | 43-25254/25440                            | R-2800-59 引擎; 與 P-47D-20-RE 相同 |
| P-47D-21-RE       | 216    | 42-25323/25538                            | R-2800-59 引擎; 噴水加力系統改動 |
| P-47D-21-RA       | 224    | 43-25441/25664                            | 與 P-47D-21-RE 相同 |
| P-47D-22-RE       | 850    | 42-25539/26388                            | R-2800-59 引擎; Farmingdale 工廠改用 Hamilton Standard paddle-bladed 螺旋槳                                                                          |
| P-47D-23-RA       | 889    | 42-27389/28188, 43-25665/25753            | R-2800-59 引擎; Evansville 工廠改用 Curtiss Electric paddle-bladed 螺旋槳                                                                            |
| P-47D-25-RE       | 385    | 42-26389/26773                            | R-2800-59 引擎;氣泡式座艙; 載油量從305 增加到 370 加侖                                                                                               |
| P-47D-26-RA       | 250    | 42-28189/28438                            | R-2800-59 引擎; 與 P-47D-25-RE 相同 |
| P-47D-27-RE       | 615    | 42-26774/27388                            | R-2800-59 引擎; 改進噴水加力系統 |
| P-47D-28-RE       | 750    | 44-19558/20307                            | R-2800-59 引擎; Farmingdale 工廠改用 Curtiss Electric paddle-bladed 螺旋槳; 增加無線電羅盤                                                           |
| P-47D-28-RA       | 1,028  | 42-28439/29466                            | R-2800-59 引擎; 與 P-47D-28-RE 相同 |
| P-47D-30-RE       | 800    | 44-20308/21107                            | R-2800-59 引擎; 于翼下增加俯衝減速板 |
| P-47D-30-RA       | 1,800  | 44-32668/33867, 44-89684/90283            | R-2800-59 引擎; 與 P-47D-30-RE 相同 |
| P-47D-40-RA       | 665    | 44-90284/90483, 45-49090/49554            | R-2800-59 引擎; 于垂直安定面添加背鰭 |
| P-47D合計         | 12,558 |                                           | |
| P-47G-CU          | 20     | 42-24920/24939                            | P-47G 在 Curtiss 建造并用於本土的訓練; P-47G-CU 與 P-47C-RE 相同                                                                                     |
| P-47G-1-CU        | 40     | 42-24940/24979                            | 與 P-47C-1-RE 相同 |
| P-47G-5-CU        | 60     | 42-24980/25039                            | 與 P-47D-1-RE 相同 |
| P-47G-10-CU       | 80     | 42-25040/25119                            | 與 P-47D-5-RE 相同 |
| P-47G-15-CU       | 154    | 42-25120/25273                            | 與 P-47D-10-RE 相同; 兩架改裝為 TP-47G 教練機改型 |
| P-47G合計         | 354    |                                           | |
| XP-47J            | 1      | 43-46952                                  | 輕量化原型機; 新建造的機體 ;減弱火力 |
| XP-47J合計        | 1      |                                           | |
| P-47M-1-RE        | 130    | 44-21108/21237                            | 高速改型，使用 R-2800-57 引擎，設計用於與德國噴氣機和火箭動力戰機戰鬥                                                                                |
| Total P-47M       | 130    |                                           | |
| P-47N-1-RE        | 550    | 44-87784/88333                            | 為太平洋戰場設計的長航程改型; R-2800-57 引擎; 更大的機翼以及翼尖為剪裁翼 ; 增加油料; 增加一些自動化的引擎控制                                        |
| P-47N-5-RE        | 550    | 44-88334/88883                            | R-2800-57 引擎; 安裝 "zero-length" stubs for 5 英吋火箭彈; 有自動駕駛儀                                                                              |
| P-47N-15-RE       | 200    | 44-88884/89083                            | R-2800-73 或 -77 引擎; 新的炸彈掛架和瞄準具 ; 該型號未安裝自動駕駛儀                                                                                 |
| P-47N-20-RE       | 200    | 44-89084/89283                            | R-2800-73 或 -77 引擎; 增加備用燃油系統 |
| P-47N-25-RE       | 167    | 44-89284/89450                            | R-2800-73 或 -77 引擎; 加強機翼以及更為自動化的引擎控制系統                                                                                          |
| P-47N-20-RA       | 149    | 45-49975/50123                            | R-2800-73 或 -77 引擎; 最終的 P-47N, 也是最終的 P-47, 在 Evansville 工廠建造                                                                         |
| P-47N合計         | 1,816  |                                           | |
| 所有改型總共建造  | 15,636 |                                           | |

## 基本資料（P-47D）[1]
- 全長：11.02米
- 翼展：12.44米
- 翼面积：29.9平方米
- 機高：4.44米
- 空重：4536公斤
- 最大起飛重量：8800公斤
- 翼载：293公斤/平米（最大）217公斤/平米（起飞重量6536公斤）
- 最快時速：689公里/小時
- 航程：2736公里
- 昇限：12,810米
- 發動機：一部風冷式普惠R-2800雙黃蜂引擎（2000匹馬力）
- 武裝：8支12.7毫米口徑白朗寧重機槍，可再掛上1,130公斤炸彈和火箭彈
- 乘員：1人

## 服役簡史

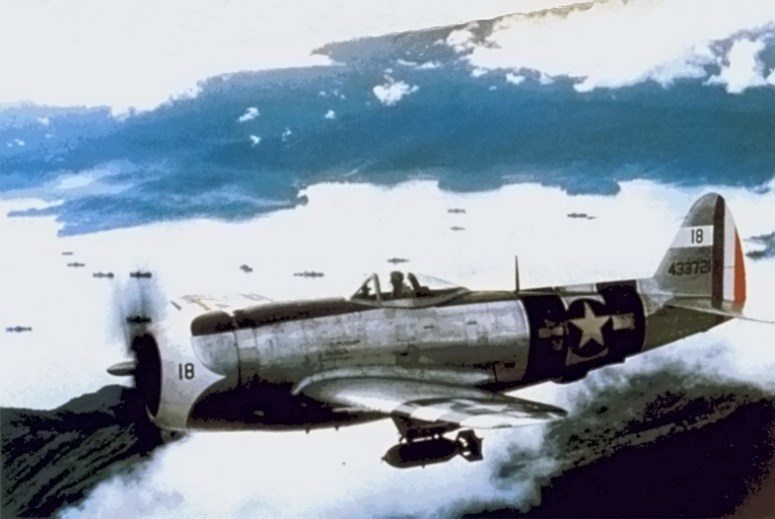
太平洋戰區的墨西哥空軍P-47D戰鬥機，背景是菲律賓群島

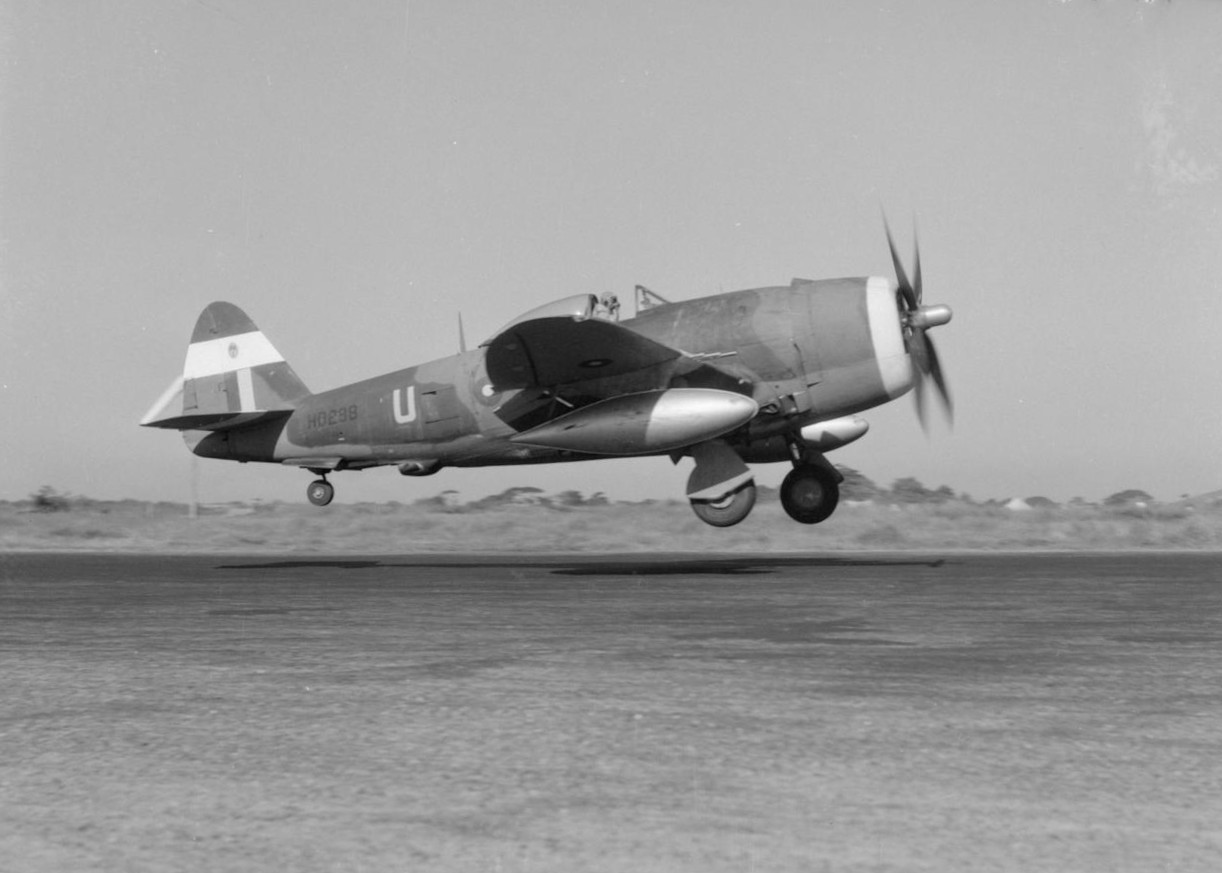
中緬印戰區的英國皇家空軍第30中隊的P-47戰鬥機

### 二戰
P-47於1942年9月首先被派往西北歐戰場，第一個裝備P-47的部隊即為日後戰功彪炳的第56戰鬥機大隊（56th Fighter Group）。戰爭結束後，該大隊並以1:8的交換比，取得歐洲戰區最優異的戰鬥機大隊戰績。
P-47在歐洲戰場的首場作戰在1943年3月10日，該日第4戰鬥機聯隊將旗下戰機派赴法國掃射當地部隊，但因溝通不良而任務失敗；第一次空戰勝利發生在1943年4月15日，由唐納德·布萊克斯利駕駛的P-47擊落德軍的Fw-190。
1943年6月，P-47C也配備於駐新幾內亞的第348戰鬥機大隊，用於太平洋對日作戰，該大隊也取得相當亮眼的戰績，在太平洋戰區的P-47戰鬥機也包括暫時被編入美國陸軍航空隊第58大隊的墨西哥空軍的25架P-47D，他們從1945年5月1日開始參加在菲律賓和沖繩以至日本九州南部的對地攻擊任務，這些墨西哥空軍的P-47戰鬥機除了美國白星標記之外在右翼貼有象徵墨西哥空軍的三角形標記。
1944年4月，P-47D佈署到中國戰場提供駐華空軍高空作戰任務，美國第十四航空隊裝備了2個中隊的P-47D，1945年初美國海軍陸戰隊攻下硫磺島後，加長航程的P-47N也被派遣進駐，擔任為B-29轟炸機轟炸日本本土的護航任務。
同樣在1944年，駐中緬印戰區的美國第十航空隊和英國皇家空軍也裝備了P-47。
除了空戰之外，P-47也因為其強大馬力發動機而擁有高載彈量，故也經常掛上炸彈和火箭彈執行對地或對艦攻擊任務，在投完彈後又以其8挺重機槍的強大火力掃射，而地面或艦上的防空火力要擊落有重裝甲保護和採用（相對於P-51的液冷發動機）抗戰損能力較強的風冷式發動機的P-47卻非易事。

### 戰後
抗戰勝利後，美國第十四航空隊移交給中華民國空軍佈署在中國戰場的102架P-47D，空軍整頓了堪用機75架撥交給第十一大隊的41、42、43中隊，替換P-40N戰鷹式。然而42中隊在1946年8月19日接裝移防時因沙塵暴迷航導致12架P-47D油盡迫降毀損，42中隊因此意外遭空軍解編，因此十一大隊最後操作P-47的戰鬥機中隊僅有41、43兩中隊，44中隊仍使用P-40N。1948年，國民政府在太平洋戰場的剩餘軍事物資中蒐羅42架P-47D，除了補充十一大隊耗損，剩餘戰機撥補給五大隊的第17、27中隊。
在1951年韓戰爆發，美國重新援助中華民國，美軍顧問團從菲律賓的美軍物資儲藏處撥交約200架的P-47N（此時已根據美國空軍的型號命名基準而改名F-47N）在1952年11月1日由漢考克號航空母艦運達臺灣，空軍整理了189架撥交給三、四、五和十一，共四個戰鬥機大隊。由於F-47N具有長航程、重火力，空軍將其運用在沿海炸射與大陳群島的空防。由於蘇聯派軍參戰，同時帶來La-11戰鬥機和米格-15戰鬥機，以剋制高速見長的F-47N。即便如此，國軍飛官們仍駕駛處於性能劣勢的F-47戰機與敵軍對抗。其中五大隊田熙三中尉以單機纏鬥兩架共機20分鐘後安全返航，後五大隊毛節盛少尉、十一大隊溫鑄強上尉各擊傷一架米格15，十一大隊何建彝中尉和連廷華上尉聯手擊沉共軍瑞金號砲艦。但機體性能差距還是讓國軍損失眾多飛官，最高階犧牲者為五大隊陳康大隊長，溫鑄強上尉也在擊傷米格15兩個月後遭到擊落殉職，五大隊黃宏宜少尉則在與La11纏鬥時被擊落殉職，五大隊羅輔傑上尉在纏鬥中落海獲救，十一大隊在東山島戰役期間派出F-47戰機95架次支援作戰，期間袁鐸上尉被擊落後失蹤，劉壽寅上尉被擊落後隨地面部隊撤離。一直到美國軍援F-84戰鬥機後，最後的雷霆機才在1957年3月於三大隊全數退役。
1949年6月15日，中華民國空軍第11大隊1架由共產黨黨員毛履武駕駛的P-47D在偵察任務時叛逃，將飛機飛抵解放軍控制的河南安陽機場歸隊；在1949年10月到中華人民共和國成立時，解放軍繳獲的P-47D中1架可作戰、4架待修理，這批飛機1950年退役。1955年5月18日三大隊中尉作戰參謀何偉欽從屏東駕駛F-47N飛往廣東，該機最後在廣東海豐迫降，未修復。目前在中華人民共和國的蒐藏中有1架P-47D在北京航空航天博物館展示，其餘機體的最後結果不明。

## 圖片

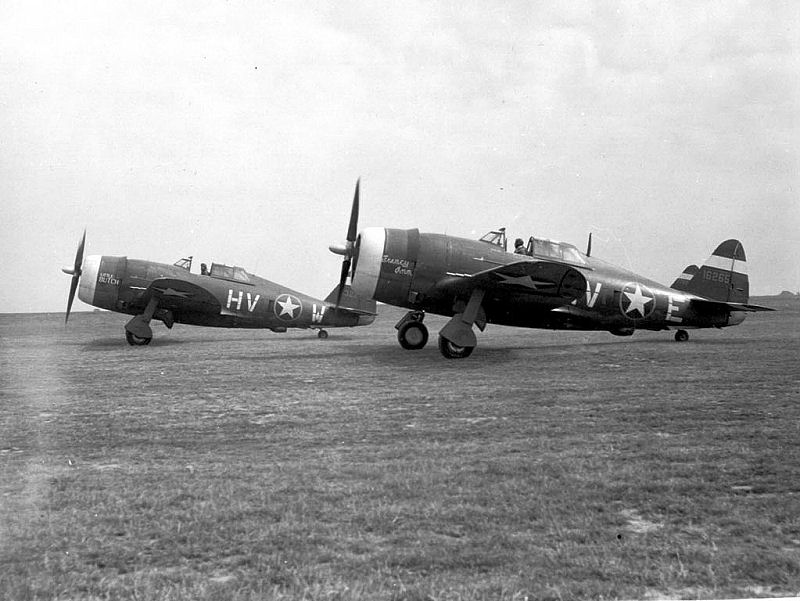
駐歐洲的第56戰鬥機大隊所屬的P-47C
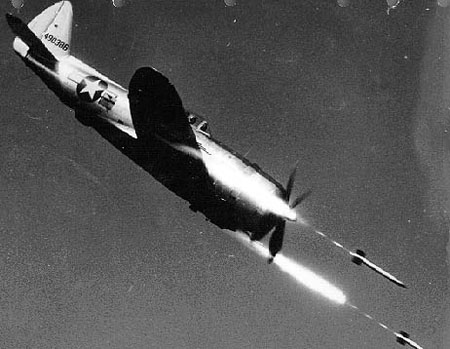
P-47正以火箭彈攻擊地面目標
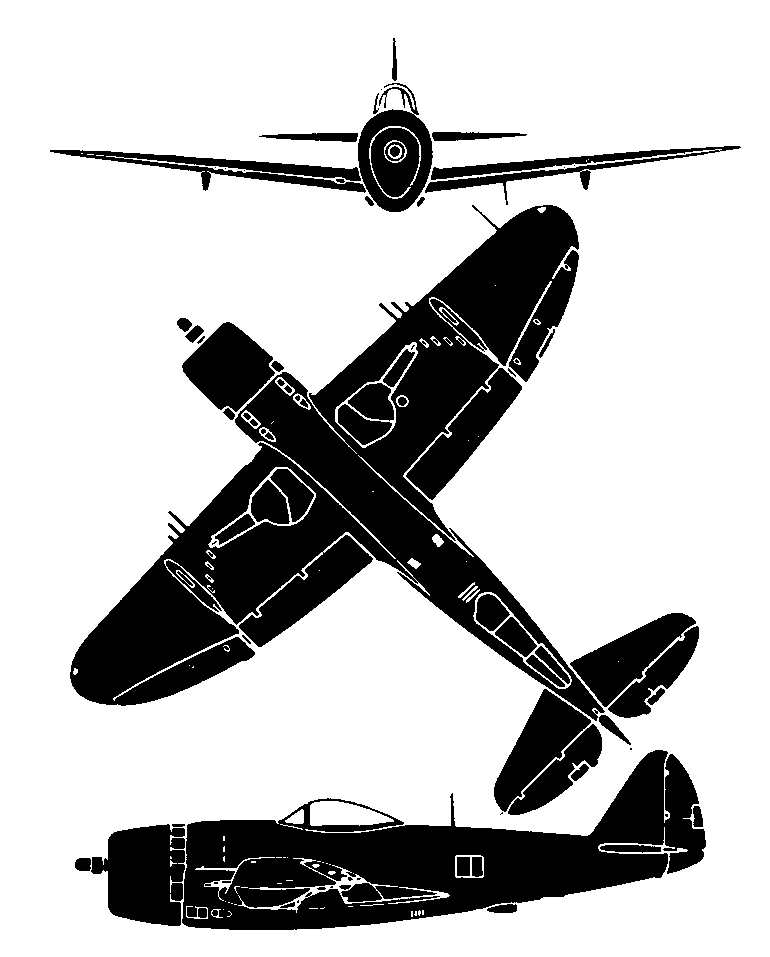
P-47D三視圖

## 使用國家
- 美国（生產國）
- 納粹德國

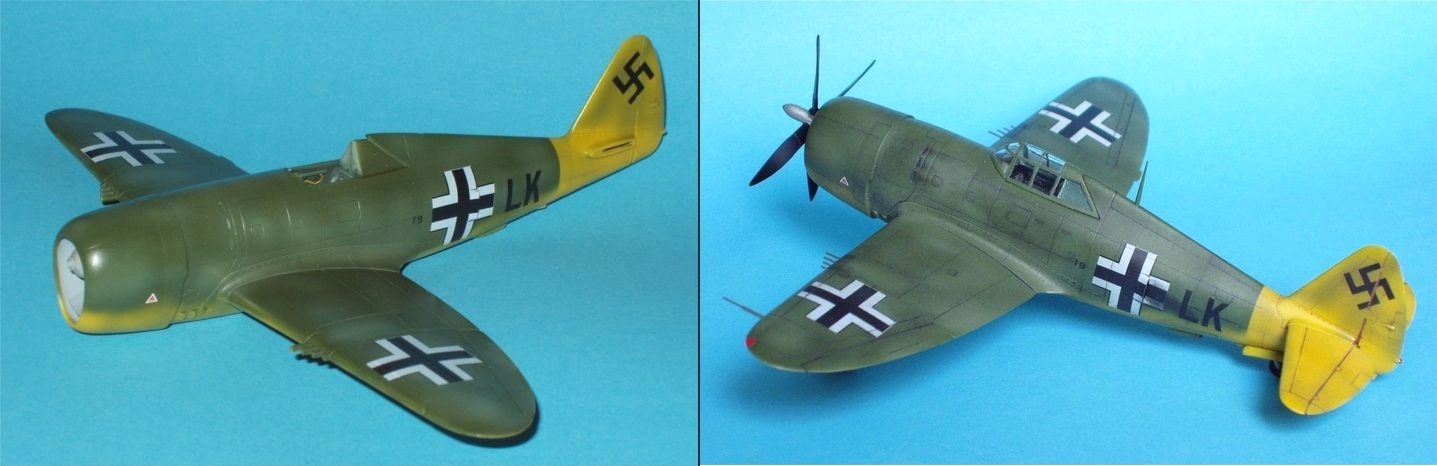
德國人擄獲的P-47

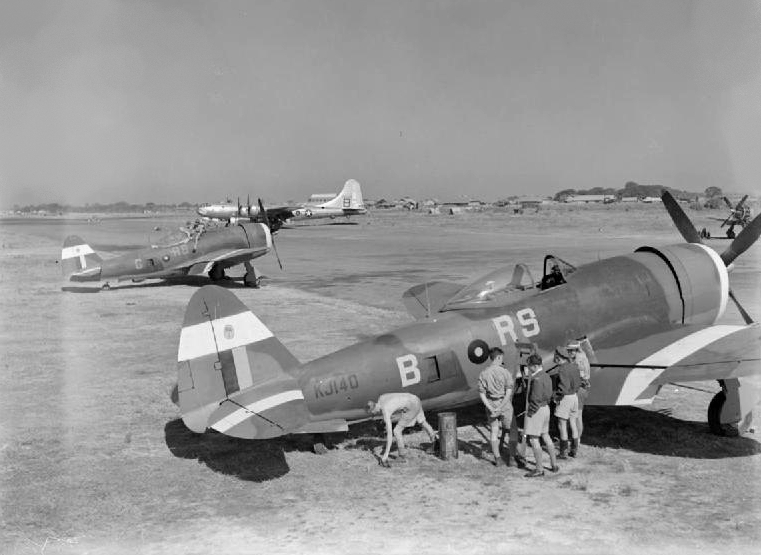
中印緬戰區的英軍P-47

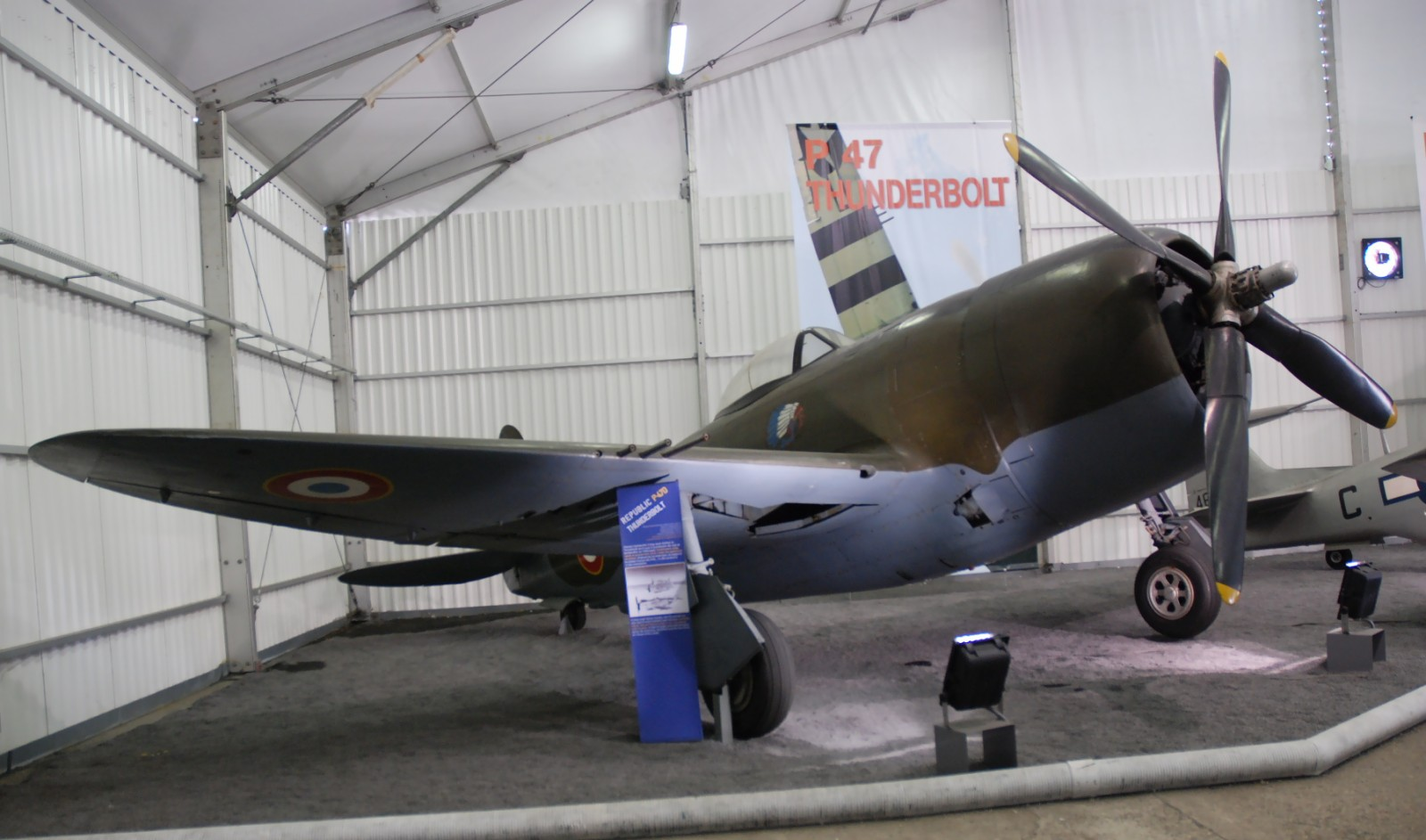
法軍的P-47

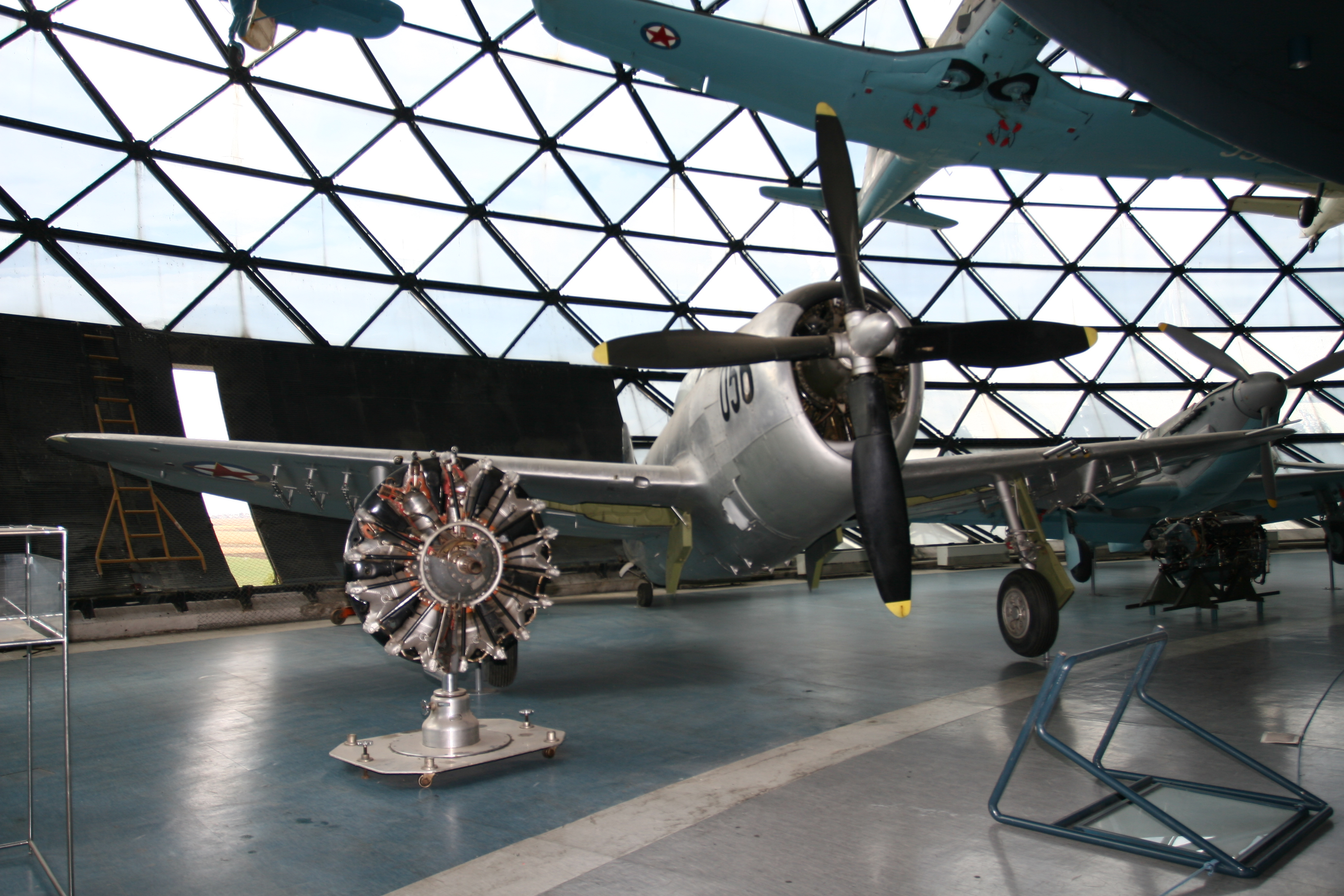
南斯拉夫的P-47

德國人在1943年11月3日擄獲了一架原美國陸軍航空軍的P-47
- 巴西

巴西於1942年8月22日對德宣戰並派出空軍到歐洲參戰，巴西空軍在二戰時得到88架P-47D
- 英国

英國皇家空軍在二戰時得到830架P-47D，除了參加歐戰還用於中印緬戰區對日作戰
- 墨西哥

二戰時的墨西哥空軍有25架P-47D參加在菲律賓和沖繩以至日本九州南部的對地攻擊任務
- 法國

二戰時期的自由法軍也得到P-47並用於地中海和法國土本的戰事，二戰後的法軍P-47也繼續用於對阿爾及利亞的戰事
- 苏联

二戰時的蘇聯也得到203架P-47D但當中祇有196架能交貨
- 南斯拉夫

二戰後由狄托領導的南斯拉夫也有裝備P-47，成為少數有美製戰鬥機的東歐共產國家
- 中華民國

抗戰勝利後接收原美國第14航空軍的102架P-47D，用於國共內戰，遷台後又接收美軍二手的F-47N（原名P-47N）
- 中华人民共和国

來自國軍的飛機共計5架，解放軍使用至1950年退役

## 流行文化

### 電子遊戲
- 《戰爭雷霆》
- 《應徵入伍》

## 外部連結
- 戡亂衛臺時期之美製共和P-47雷電式戰鬥機（页面存档备份，存于）
- P-47D“雷電”戰鬥機(解放軍篇)
- P-47 狂野雷电（页面存档备份，存于）
- 歐洲上空的雷霆（页面存档备份，存于）